# Liste der Kardinalskreierungen Anastasius’ IV.
Papst Anastasius IV. hat im Verlauf seines Pontifikates (1153–1154) keinen neuen Kardinal kreiert; er promovierte nur drei Kardinäle von niedrigen in den höheren Ordo:

## Promotion im April 1154
- Cencio de Gregorio, Kardinalpriester von S. Lorenzo in Lucina, wurde zum Kardinalbischof von Porto e Santa Rufina erhoben
- Gregorio, Kardinaldiakon von S. Angelo, wurde zum Kardinalbischof von Sabina promoviert, starb jedoch kurz nach 18. Mai 1154

## Promotion im September 1154
- Gregorio della Suburra,[2] Kardinalpriester von S. Maria in Trastevere, wurde zum Kardinalbischof von Sabina ernannt